# Chemtrail

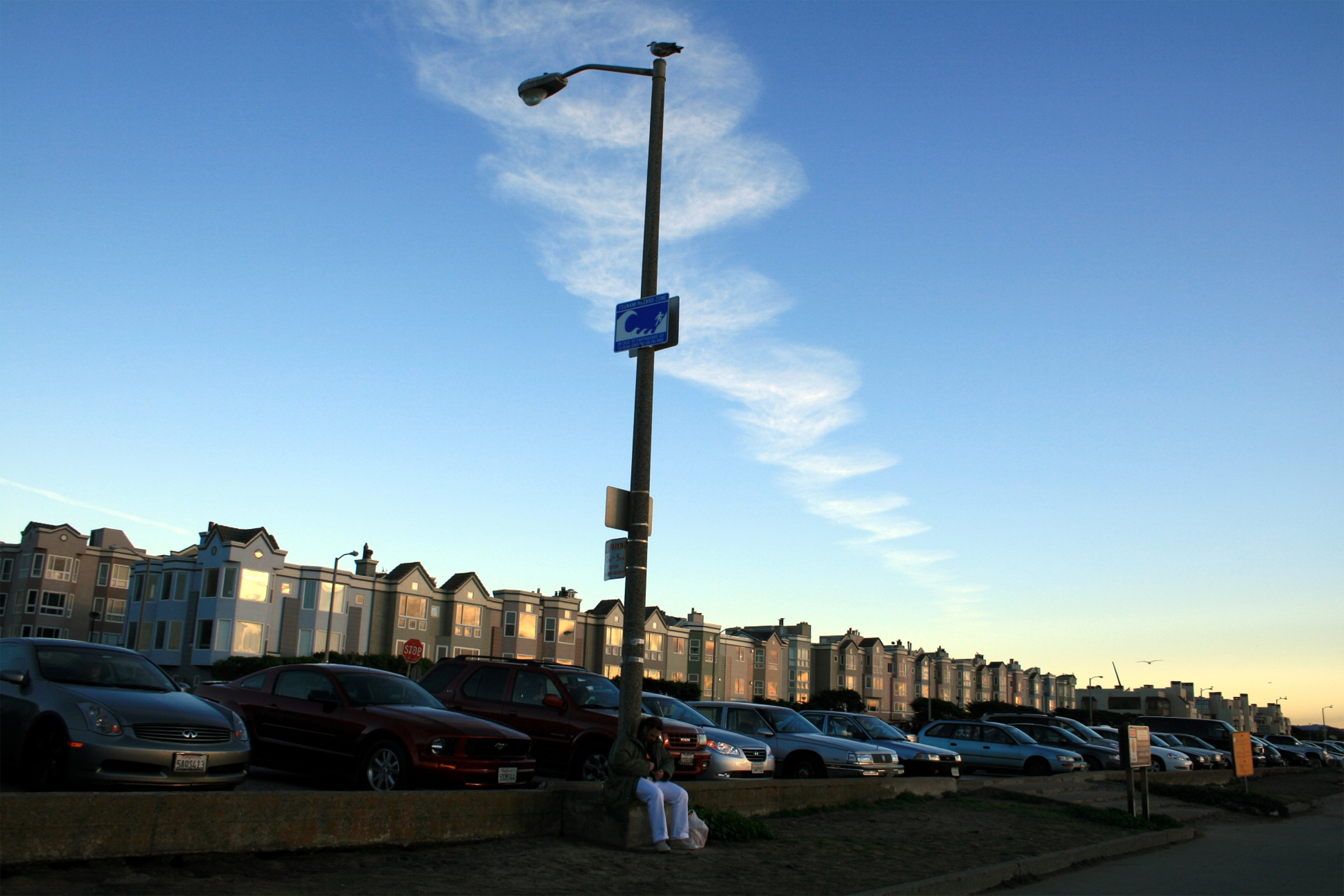
Deixant de condensació sobre San Francisco (Califòrnia).

El concepte chemtrail (a vegades traduït en català com a deixant químic) neix d'una teoria de la conspiració segons la qual els deixants de condensació deixats per avions serien composts per productes químics nocius. Per als partidaris d'aquesta teoria de conspiració, la veritable naturalesa dels chemtrails seria coneguda només per uns pocs, i el seu objectiu seria causar malalties a la població.
El nom és una abreviació de l'anglès chemical trail, que traduïda literalment significa 'deixant químic'. Aquesta denominació imita la que es produeix en aquesta llengua als deixants de condensació (contrail). No s'ha de confondre aquest terme amb la dispersió de substàncies químiques per a fins reconeguts (fumigació, sembratge de núvols, exhibicions aèries, etc.).
El vocable va ser utilitzat per primera vegada pel periodista William Thomas el 1999, tot i que la primera descripció del fenomen és de 1997, per Richard Finke. Alguns partidaris de la conspiració defensen que en realitat els chemtrails van començar anys abans.
La comunitat científica ha refutat l'existència dels chemtrails, i ha demostrat que es tracta en realitat de simples deixants de condensació, o de cirrus.

## Descripció del fenomen
Els chemtrails semblen inicialment deixants de condensació normals. Tanmateix, segons els defensors de la tesi són més grosses i persisteixen durant molt més temps, durant el qual s'expandeixen i es creuen les unes amb les altres en estranys patrons, fins que arriben a cobrir completament el cel amb un "fals" cirroestrat.
Els partidaris de la teoria asseguren que el fenomen s'està estenent, alhora que s'expandeix també la xarxa dels qui en denuncien l'existència.

## Hipòtesis sobre el seu propòsit segons les teories de la conspiració
- Control del clima (tal vegada per mitigar els efectes del canvi climàtic, o tal vegada per provocar-los).[cal citació]
- Usos militars: desaparició de núvols, millor visió amb satèl·lits i imatges preses amb aquests.[cal citació]
- Comunicacions.[cal citació]
- Radar.[cal citació]
- Guerra biològica/química.[cal citació]
- Control mental.[cal citació]
- Malalties: ús de medicaments, negoci farmacèutic.[cal citació]

## Suposada evidència
- Temps de permanència: El temps que romanen en l'aire les chemtrails excedeix àmpliament el dels deixants de condensació, arribant a persistir-hi durant hores. Per als defensors d'aquesta teoria, les esteles que duren molt de temps són necessàriament chemtrails[13][14][15][16]
- Inexistència del fenomen abans dels anys noranta: Els partidaris d'aquesta conspiració afirmen que aquest fenomen aeri ha aparegut a partir dels anys noranta, mostrant clares diferències respecte als deixants de condensació i els núvols normals.
- Chemtrails a baixa altura: Els deixants de condensació apareixen —tret de quan l'aire és molt fred— a altures superiors als 8.000 metres. Els defensors de l'existència de les chemtrails afirmen que hom albira esteles a altures inferiors, per la qual cosa no es podria tractar de simples contrails.[cal citació]
- Existència de documents sobre armes experimentals: A l'Space Preservation Fact del 2001 apareix un llistat d'"armes exòtiques" que han de ser prohibides entre les quals hi ha les chemtrails.[cal citació] També hi ha documents que demostren l'interès dels militars per controlar el temps.[cal citació] Això és interpretat pels defensors de la teoria com una prova que les dites armes existeixen.
- Enfosquiment global: Hi ha interès a estudiar l'efecte dels deixants de condensació en el clima i el canvi climàtic. Com que les esteles dificulten l'arribada de la llum del Sol hom[Qui?] considera que podrien tenir efectes mitigadors en l'escalfament terrestre (aquest efecte hom l'anomena enfosquiment global).[cal citació] L'existència d'aquest interès demostraria que les chemtrails formen part d'un programa de modificació del clima.
- Patrons en el cel: Les chemtrails creen de vegades patrons en el cel (línies paral·leles, línies que s'encreuen, etc.). Això és interpretat com una prova que hom pretén que la chemtrail cobreixi una gran àrea.
- Aparició de malalties:[cal citació] Alguns partidaris de les chemtrails apunten a la suposada aparició de noves malalties després de l'aparició de les chemtrails, la qual cosa constituiria una prova que formen part d'un programa de genocidi de la població.[cal citació]
- Detecció d'olors després de l'aparició de chemtrails:[cal citació] Segons els seus defensors, es tracta d'una prova de l'existència de productes químics.
- Detecció de substàncies després de l'aparició de chemtrails:[cal citació] Segons aquestes informacions, hom[Qui?] ha detectat bari i alumini en mostres del sòl després d'aparèixer chemtrails, així com bacteris.[cal citació]
- Existència d'anteriors programes d'experimentació dels militars sobre la població:[cal citació] La qual cosa constitueix un antecedent del suposat pla actual.[cal citació]
- Existència de coloració en els núvols:[cal citació] Els núvols han de ser de color blanc,[cal citació] l'existència de núvols de colors es considera una prova de què estan formats per productes químics.[cal citació]
- Existència de forats en els núvols: De vegades hom observa que els núvols "es desfan" després del pas d'un avió,[cal citació] així com material que cau dels núvols.[cal citació]
- Estranya naturalesa dels avions involucrats:[cal citació]
- Fent la volta.[cal citació] Hom[Qui?] considera com a prova que es pretén "fumigar" reiteradament una zona.[cal citació]
- Activació i desactivació de la chemtrail. Hom[Qui?] interpreta que no poden ser deixants de condensació, car no resulta creïble que zones pròximes de l'atmosfera presentin condicions tan dispars.[cal citació]
- La chemtrail no surt dels motors de l'avió.[cal citació] Si hom té en compte que els deixants de condensació surten dels motors de l'aeronau, l'existència d'esteles que no surtin d'ells constitueix una prova que no són tals.[cal citació]
- L'avió no és visible al radar.[cal citació] Per als partidaris de la teoria, això és una prova que forma part d'un pla secret.

## Contraarguments científics als partidaris de la teoria de la conspiració

### Confusió amb cirrus
Els crítics a la teoria afirmen que una gran part dels suposats chemtrails són en realitat cirrus (cirrus, cirrocumulus i cirrostratus). Aquests mateixos detractors insisteixen que els suposats chemtrails detectats es troben a gran altitud i no -com afirmen els seus defensors- a baixa.

### Magnitud de la conspiració
Els crítics argumenten que, atesa la magnitud de la suposada operació per produir chemtrails, seria necessària la implicació d'un gran nombre d'individus. A més a més, molts chemtrails provenen d'avions civils, la qual cosa fa encara més difícil mantenir el secret. Malgrat això, no hi ha testimonis directes que confirmin la seva existència, la qual cosa porta a suposar que la dita conspiració en realitat no existeix.
Segons la USAF, la seva única ala capaç d'efectuar fumigacions és la 910, que utilitza per a això avions C-130 Hercules.

### Aparició i desaparició de lachemtrail

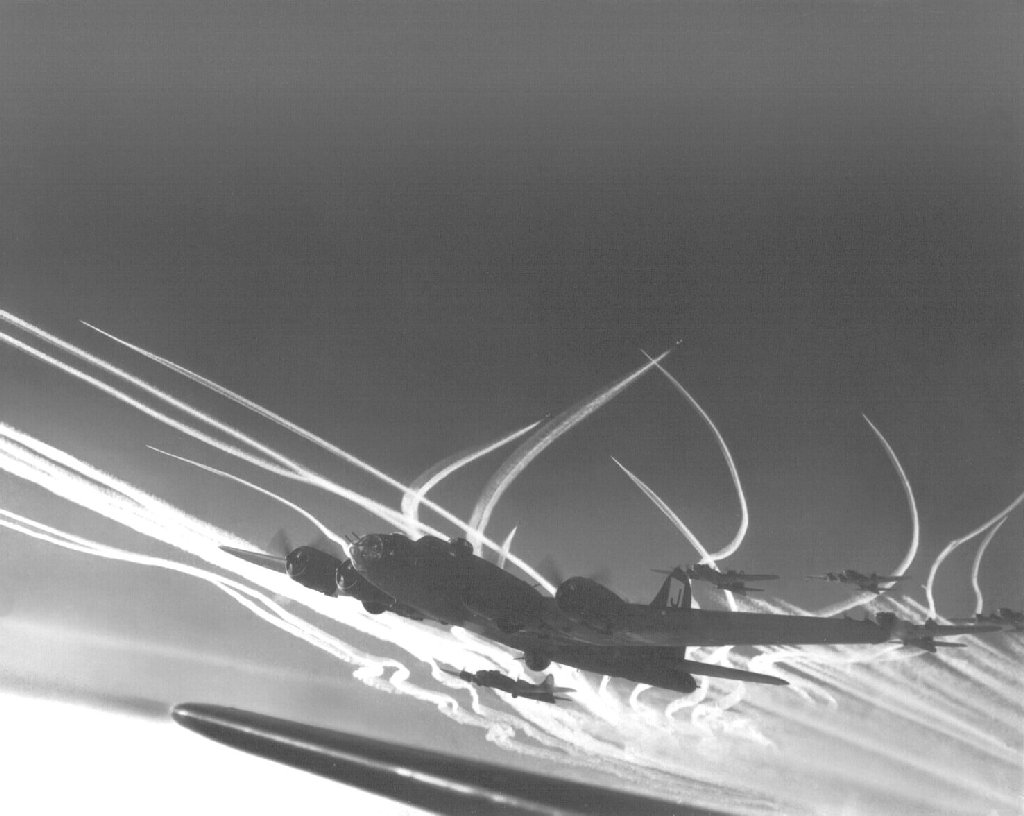
Contrail a la Segona Guerra Mundial

Segons la NOAA el fet que les esteles apareguin de vegades segmentades obeeix al fet que l'avió passa a través de zones de l'atmosfera amb diferents humitats i temperatura:
Ocasionalment, un avió de reacció, especialment si està ascendint o descendint, passarà a través d'una capa molt més seca o més humida de l'atmosfera, la qual cosa pot produir el patró de deixant trencat observat, apareixent aquesta de manera segmentada en lloc de contínua.

### Existència de coloracions
En els cirrus —especialment en els cirroestratus— és normal que es produeixin irisacions. De fet, l'Organització Meteorològica Mundial, al seu Atles de Núvols del 1975, ja mencionava que els deixants de condensació eren capaces de generar irisacions de colors excepcionals.

### Fumigació poc pràctica
Atesa la gran altura a la qual es produeixen els chemtrails, la mida petita de les suposades partícules que formen les fumigacions i els forts vents existents en aquella zona de l'atmosfera, les partícules no caurien sobre les zones fumigades, sinó que serien dispersades a grans distàncies. Això, a més a més, faria molt difícil per als conspiradors evitar veure's afectats per la fumigació.

### Trànsit aeri
El trànsit aeri manté un elevat ritme de creixement. Això explica per què els deixants de condensació són cada vegada més abundants en el cel. Una altra prova que es tracta de simples esteles és la pràctica desaparició d'aquestes els dies posteriors als atemptats de l'11 de setembre de 2001, després dels quals es va suspendre el trànsit aeri als Estats Units.
A més a més, pels crítics amb la teoria, els dibuixos que formen els chemtrails (creuant-se, paral·lels, etc.) segueixen simplement les direccions de les rutes aèries.

### Constància de fumigació
Les anàlisis presentades pels partidaris de l'existència de chemtrails no són considerades pels crítics una prova suficient. Hom critica que en aquests estudis no s'analitzen els núvols, sinó el sòl, i que els productes trobats en ells són normals i no constitueixen cap perill per a la població. Es pot ressaltar l'ordre SND/351/2020 del Ministeri de Sanitat, on autoritza expressament a realitzar fumigacions aèries mitjançant avions militars.
| « | Així mateix, s'autoritza a les unitats senyalades en el pàrraf anterior a la utilització de procediments de desinfecció aeria, a través de tecniques de nebulització, termonebulització i micronebulització per a la execuió de les referides labors de desinfecció. | » |

## Fenòmens similars
- Els avions llencen de vegades combustible per a alleugerir pes en fer un aterratge d'emergència.
- En les exhibicions aèries i desfilades es llença fum acolorit amb finalitat lúdica.
- El iodur d'argent actua com un poderós nucli de condensació, per la qual cosa és capaç de generar núvols i fins i tot fomentar la precipitació. Per això de vegades ha estat escampat de manera deliberada.
- Els pesticides es poden llençar des de l'aire, mètode conegut com a fumigació aèria.
- Escriptura de missatges en l'aire.
- Els míssils i coets espacials són capaços de generar deixants de condensació a altures molt elevades.
- Dispersió deliberada de substàncies en l'alta atmosfera per tal d'estudiar-ne el comportament.